# Station Goleszów Górny
Station Goleszów Górny is een spoorwegstation in de Poolse plaats Goleszów.